# Thièvres
|  | Per a altres significats, vegeu «Thièvres (Somme)». |

Thièvres és un municipi francès al departament del Pas de Calais (regió dels Alts de França). L'any 2007 tenia 119 habitants. La vila és travessada pel límit departamental entre el Somme i el Pas de Calais, instituint-se dos municipis amb el mateix nom, amb una única església que data de 1876 construïda al territori del Pas de Calais. Es troba a la confluència de l'Authie i la Kilienne.

## Demografia

### Població
El 2007 la població de fet de Thièvres era de 119 persones. Hi havia 44 famílies de les quals 12 eren unipersonals (4 homes vivint sols i 8 dones vivint soles), 16 parelles sense fills, 12 parelles amb fills i 4 famílies monoparentals amb fills.
La població ha evolucionat segons el següent gràfic:

### Habitatges
El 2007 hi havia 53 habitatges, 46 eren l'habitatge principal de la família, 3 eren segones residències i 4 estaven desocupats. Tots els 51 habitatges eren cases. Dels 46 habitatges principals, 43 estaven ocupats pels seus propietaris, 2 estaven llogats i ocupats pels llogaters i 1 estava cedit a títol gratuït; 1 tenia una cambra, 3 en tenien dues, 4 en tenien tres, 8 en tenien quatre i 31 en tenien cinc o més. 33 habitatges disposaven pel capbaix d'una plaça de pàrquing. A 15 habitatges hi havia un automòbil i a 23 n'hi havia dos o més.

### Piràmide de població
La piràmide de població per edats i sexe el 2009 era:
| Homes | Edats   | Dones |
| ----- | ------- | ----- |
| 0     | 95 o +  | 0     |
| 0     | 90 a 94 | 0     |
| 0     | 85 a 89 | 0     |
| 0     | 80 a 84 | 0     |
| 0     | 75 a 79 | 8     |
| 0     | 70 a 74 | 0     |
| 8     | 65 a 69 | 4     |
| 0     | 60 a 64 | 8     |
| 4     | 55 a 59 | 0     |
| 4     | 50 a 54 | 0     |
| 8     | 45 a 49 | 0     |
| 4     | 40 a 44 | 16    |
| 8     | 35 a 39 | 8     |
| 4     | 30 a 34 | 4     |
| 4     | 25 a 29 | 0     |
| 0     | 20 a 24 | 0     |
| 8     | 15 a 19 | 16    |
| 4     | 10 a 14 | 0     |
| 12    | 5 a 9   | 4     |
| 0     | 0 a 4   | 8     |

## Economia
El 2007 la població en edat de treballar era de 76 persones, 51 eren actives i 25 eren inactives. De les 51 persones actives 42 estaven ocupades (24 homes i 18 dones) i 9 estaven aturades (4 homes i 5 dones). De les 25 persones inactives 11 estaven jubilades, 11 estaven estudiant i 3 estaven classificades com a «altres inactius».
Activitats econòmiques
Dels 2 establiments que hi havia el 2007, 1 era d'una empresa de construcció i 1 d'una empresa immobiliària.
L'únic servei als particulars que hi havia el 2009 era una lampisteria.

## Poblacions properes
El següent diagrama mostra les poblacions més properes.